# Gerhard Buchführer
Gerhard Buchführer (* 6. August 1930 in Barth; † 16. Oktober 2000 in Stralsund) war ein deutscher Parteifunktionär, Wirtschaftswissenschaftler und Hochschullehrer, dessen akademische und berufliche Laufbahn stark mit der Entwicklung der Werftindustrie in der Deutschen Demokratischen Republik (DDR) verbunden war.

## Leben

### Familie
Gerhard Buchführer wuchs in einer Arbeiterfamilie auf. Sein Vater, Ernst Buchführer (1904–1945) war Arbeiter; seine Mutter war Emma (geb. Hartwig, * 1902). 
Gerhard Buchführer war seit 1951 verheiratet und hatte drei Kinder. 

### Werdegang
Im Jahr 1937 trat Buchführer in die Grundschule ein und wechselte 1941 an die Oberschule in Barth, die er jedoch 1945 ohne Abschluss abbrach. Darauf begann er 1945 eine Tätigkeit auf einem Bauernhof eines Großbauern. Von 1946 bis 1949 absolvierte er in Barth eine Ausbildung zum Kfz-Schlosser. Im Jahr 1950 übernahm er, gemäß dem Gesetz über die Teilnahme der Jugend am Aufbau der Deutschen Demokratischen Republik und die Förderung der Jugend in Schule und Beruf bei Sport und Erholung, die Rolle des Betriebsassistenten der Werftleitung der Boddenwerft in Pütnitz bei Damgarten in Mecklenburg-Vorpommern und war anschließend in der Hauptdirektion der Vereinigung Volkseigener Betriebe (VVB) in Rostock tätig.
1951 nahm er an einem Betriebs-Assistentenlehrgang an der Wirtschaftsschule in Mittweida teil und begann zeitgleich ein Fernstudium an der Deutschen Verwaltungsakademie beziehungsweise Deutschen Akademie für Staats- und Rechtswissenschaften „Walter Ulbricht“ in Potsdam, wo er 1954 als Diplom-Wirtschaftler abschloss. In demselben Jahr wurde er kommissarischer Werftleiter der Schiffbau- und Reparaturwerft in Stralsund. Allerdings stellte sich heraus, dass diese Funktion seine Kräfte überstieg, sodass er 1952 ausschied und er Dozent an der Ingenieurschule für Schiffstechnik Ernst-Thälmann (siehe Ingenieurhochschule für Seefahrt Warnemünde/Wustrow) in Warnemünde wurde. Dort unterrichtete er Gesellschaftswissenschaften, insbesondere Politische Ökonomie des Kapitalismus und des Sozialismus, Betriebsökonomie, technologische Planung und Werftanlagen. Ab 1953 war er stellvertretender Direktor der Schule. 
1957 promovierte er an der Universität Rostock mit einer Dissertation über die Organisation der Produktion und der Leitung sozialistischer Werften unter den Bedingungen der fließenden Fertigung im Großschiffbau an der Wirtschaftswissenschaftlichen Fakultät der Universität Rostock zum Dr. oec.
In den Jahren 1958 bis 1959 war er Haupttechnologe (siehe Arbeitsvorbereitung) der VVB Schiffbau (siehe Kombinat Schiffbau) in Rostock. Mit der Gründung des Instituts für Schiffbau 1959 übernahm er die Leitung der Abteilung Ökonomie und Betriebstechnik sowie die Funktion des stellvertretenden Direktors.
Ab 1967 war er als Lehrbeauftragter an der Universität Rostock tätig und lehrte Sozialistische Wirtschaftsführung.
Zwischen 1971 und 1990 war er Direktor für Ökonomie im VEB Volkswerft Stralsund. Im Jahr 1985 wurde er zum Honorarprofessor für Sozialistische Wirtschaftsführung an der Universität Rostock ernannt, wo er sich insbesondere mit der politischen Ökonomie des Sozialismus beschäftigte.
Er war auch als Autor tätig und leitete ein Autorenkollektiv, das die dreibändige Veröffentlichung Die Seewirtschaft der Deutschen Demokratischen Republik zwischen 1963 und 1969 herausbrachte. Diese Arbeit galt als bedeutender Beitrag zur Literatur über die Wirtschaftsstruktur und -entwicklung der DDR.

### Akademische Abschlüsse
Gerhard Buchführer erwarb mehrere akademische Abschlüsse, darunter den Diplomabschluss als Wirtschaftler im Jahr 1954 und die Promotion zum Dr. oec. im Jahr 1957 an der Universität Rostock. 1971 erhielt er die facultas docendi für das Fach Politische Ökonomie des Sozialismus an der Universität Rostock.

## Mitgliedschaften
Während seiner Lehrzeit zum Kfz-Schlosser engagierte Gerhard Buchführer sich bereits als Jugendfunktionär des Freien Deutschen Gewerkschaftsbundes (FDGB) und wurde Mitglied der Freien Deutschen Jugend (FDJ). Nach dem Abschluss seiner Ausbildung wurde er als Sekretär der Kreisleitung der FDJ in Stralsund berufen. Im selben Jahr besuchte er die Landesjugendschule der FDJ und übernahm die Funktion des 1. Sekretärs der FDJ in der Werft in Damgarten.
Er trat der Sozialistischen Einheitspartei Deutschlands (SED) im Jahr 1949 bei und war ab 1951 in verschiedenen leitenden Positionen innerhalb der Parteiorganisation tätig. Von 1959 bis 1971 war er, als Nachfolger von Harry Tisch, Sekretär für Wirtschaft der SED im Bezirk Rostock. Zu seinen Aufgaben gehörte die Mitarbeit an der Entwicklung und Verbesserung des ökonomischen Systems des Sozialismus in der VVB Schiffbau und anderen Wirtschaftszweigen des Bezirks. Zudem war er Mitglied des Wissenschaftlichen Beirates des Instituts der Staatlichen Plankommission und des Wissenschaftlichen Rates des Lehrstuhls für Politische Ökonomie des Sozialismus am Institut für Gesellschaftswissenschaften beim ZK der SED. Er arbeitete theoretisch an Fragen der Sozialistischen Betriebswirtschaftslehre (SBW) und der Sozialistischen Wirtschaftsführung (SWF) und war aktiv in der Forschung zur Systemautomatisierung im Schiffbau beteiligt, wodurch er an der Entwicklung der „Neuen Schiffsbautechnologie“ mitwirkte.
Als Wirtschaftssekretär der SED-Bezirksleitung Rostock hielt er 1968 bei der ersten Lehrschau für Operationsforschung die Eröffnungsansprache.
Er war außerdem Abgeordneter des Bezirkstages Rostock.

## Ehrungen und Auszeichnungen
Gerhard Buchführer wurde 1967 mit der Verdienstmedaille der Seeverkehrswirtschaft in Gold ausgezeichnet.

## Schriften (Auswahl)
- Gerhard Buchführer; Horst Darowski: Neue Erfahrungen im Kampf um Steigerung der Arbeitsproduktivität. In: Neues Deutschland vom 25. Februar 1961. S. 3 (Digitalisat).
- So kommen Lohn und Leistung überein. In: Neues Deutschland vom 21. März 1961. S. 5 (Digitalisat).
- Weltstand alleiniger Maßstab. In: Neues Deutschland vom 3. November 1969. S. 3 (Digitalisat).
- Die führende Rolle der Betriebsparteiorganisationen der SED bei der umfassenden Verwirklichung des ökonomischen Systems als Ganzes im sozialistischen Betrieb. Berlin, 1970.
- Die Organisation der Produktion und der Leistung sozialistischer Werften unter den Bedingungen der fließenden Fertigung im Großschiffbau. 1957.
- Die Seewirtschaft der Deutschen Demokratischen Republik. 3 Bände. Berlin, 1963 bis 1969.
- Technologische Planung und Werftanlagen. 2 Bände. 1959 bis 1960.